# Accidente aéreo de Paraty de enero de 2017
El Accidente aéreo de Paraty de enero de 2017 se produjo el día 19 de enero de 2017 sobre las 13:45 h locales (15:45 GMT) en Paraty, donde una avioneta Beechcraft King Air C90 GT se estrelló en el litoral costero del Estado de Río de Janeiro, a unos 250 kilómetros de la capital del estado de Río de Janeiro.
Entre los pasajeros que fallecieron en el accidente estaba el Magistrado del Supremo Tribunal Federal de Brasil, Teori Zavascki, Juez Relator de la Operación Lava Jato en el Supremo Tribunal Federal de Brasil, el empresario Carlos Alberto Filgueiras, propietario de los hoteles Emiliano. También perdieron la vida el piloto Osmar Rodrigues y dos mujeres, Maíra Lidiane Panas Helatczuk y María Hilda Panas.

## Avioneta

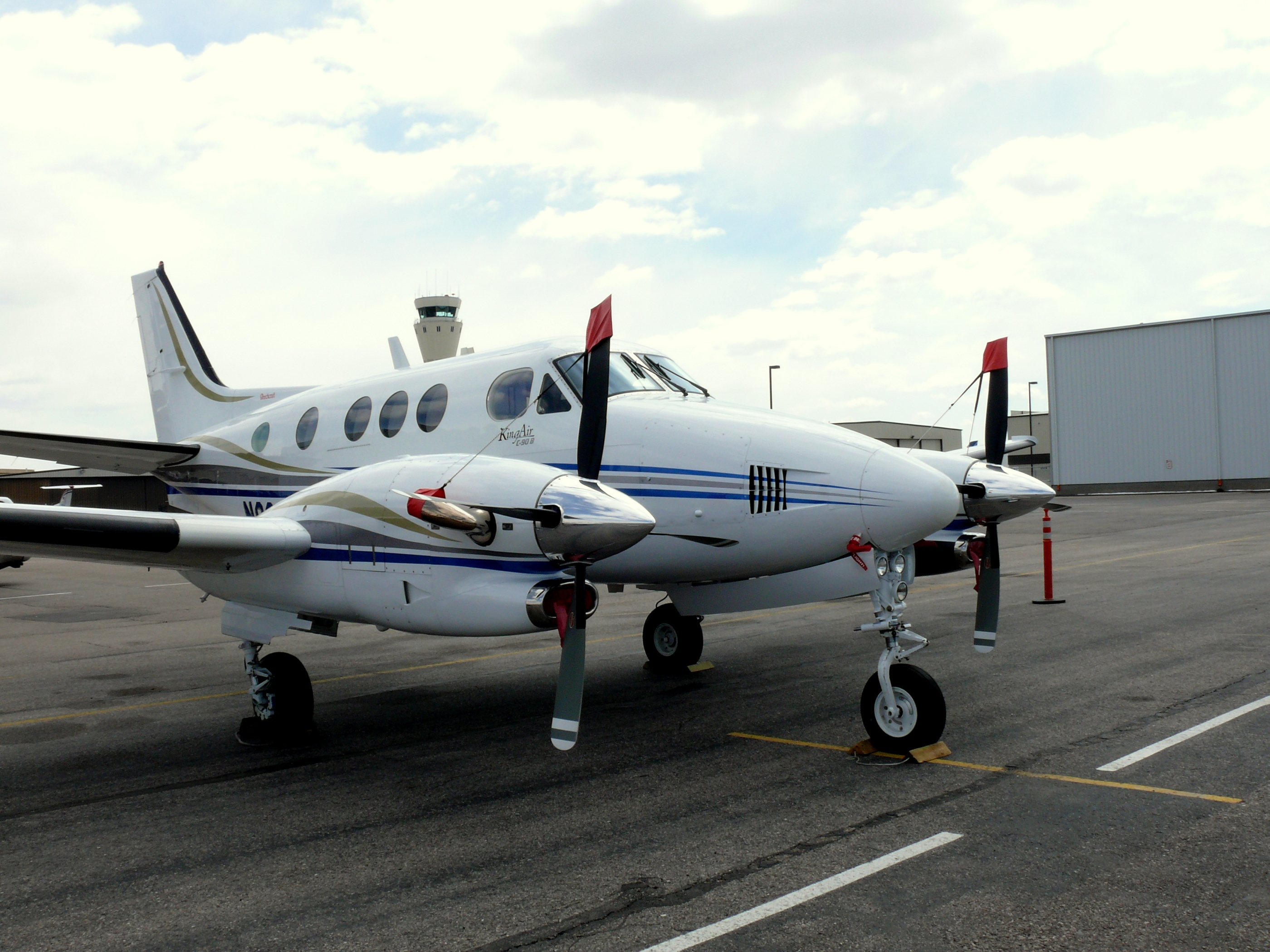
Un King Air C90 parecido al que se accidentó en Paraty.

La Aeronave era propiedad de Filgueiras y fue registrada a nombre de su empresa la Emiliano Empreendimentos e Participações Hoteleiras limitada y, de acuerdo con la Agência Nacional de Aviação Civil, ANAC la entidad gubernamental federal responsable de la regulación de todos los aspectos de la aviación civil en Brasil, indicó estaba en situación normal de aeronavegabilidad con inspección válida hasta el 12 de abril de 2017 y con el certificado permiso de vuelo válida hasta el 12 de abril de 2022. El avión se considera seguro. La avioneta era un bimotor Beechcraft King Air C90 fabricado por la empresa estadounidense American Beechcraft, con capacidad para ocho pasajeros, pero solo viajaban cuatro.

## Accidente
El vuelo había salido del aeródromo Campo de Marte, en la ciudad de Sao Paulo, a a las 13h (GMT) con destino a Paraty, en el litoral sur del Estado de Río de Janeiro, y se estrelló en el mar, cerca de la Isla Rasa a dos kilómetros de la pista de aterrizaje.

## Investigación
La Policía Federal de Brasil y el Ministerio Público Federal de Brasil inició el mismo día del accidente, las investigaciones para investigar las causas del accidente, y la Corte Interamericana de Derechos Humanos pidió una investigación rápida y exhaustiva sobre las circunstancias la caída.
El día después del accidente, la Fuerza Aérea de Brasil recuperó la Caja negra del avión. La caja negra de la aeronave en la que volaba el juez Teori Zavascki establece, que no hubo alerta de problemas en el avión antes de la caída en la costa de Paraty, en la región sur del estado de Río de Janeiro. Los investigadores pudieron escuchar los audios de la caja negra, que registraron los diálogos entre el piloto Osmar Rodrigues y otros que volaban por la zona.En una de las conversaciones, de acuerdo con la información obtenida por el mismo diario, el piloto dice que va a esperar a que la lluvia se calmara antes de aterrizar. Poco después, se habría interrumpido la grabación, según el análisis preliminar.Sin embargo, no estaban autorizados a revelar lo que escucharon debido a un pedido de confidencialidad hasta no llegar a la conclusión de la investigación.
La muerte del juez Teori Zavascki podría haber sido un hecho premeditado, por lo que se han disparado teorías de conspiración sobre el hecho.

## Fallecidos
| Nombre                              | Nacionalidad | Profesión                                         | Edad    |
| ----------------------------------- | ------------ | ------------------------------------------------- | ------- |
| Carlos Alberto Fernandes Filgueiras | Brasileña    | Empresario Hotelero                               | 69 años |
| Teori Zavascki                      | Brasileña    | Magistrado del Supremo Tribunal Federal de Brasil | 68 años |
| Maíra Lidiane Panas Helatczuk       | Brasileña    | Terapeuta de masaje                               | 23 años |
| Maria Ilda Panas                    | Brasileña    | Profesora                                         | 55 años |
| Osmar Rodrigues                     | Brasileña    | Piloto                                            | 56 años |